# Il tango della gelosia
Il tango della gelosia è un film del 1981 diretto da Steno.

## Trama
Roma. Lucia, moglie del ricco principe Giulio Lovanelli, si sente da questi trascurata, essendo egli totalmente assorbito dalla sua attività di allevatore di cavalli, che partecipano a corse molto importanti.
Dopo aver tentato di tutto per farsi dedicare un po' di attenzione dal marito, Lucia decide di ingelosirlo fingendosi amante della sua guardia del corpo Diego, che convince a recitare la parte: i due si troveranno nell'appartamento di Diego nello stesso giorno in cui si corre il Gran Premio all'ippodromo delle Capannelle mentre una lettera anonima avverte il principe Giulio del tradimento di Lucia, con tanto di nome del finto amante, relativo indirizzo ed ora dell'appuntamento.
Il momento fatidico giunge ma non così Giulio, e Diego confessa a Lucia che la lettera non è mai stata spedita. Mentre Lucia dà di matto, arriva Giulio: Lucia si nasconde in cucina mentre Giulio entra nell'appartamento di Diego e lo convince ad andare a fare un giro mentre lui riceve proprio lì la sua amante. Giulio simula quindi l'arrivo della sua inesistente amante: Lucia, che nascosta in cucina ha sentito tutto, esce e fa una scenata a Giulio, il quale finge di non lasciarla entrare nella camera da letto dove Lucia crede che si nasconda la presunta amante del marito.
Tutto sta per chiarirsi quando arriva a sorpresa la fidanzata di Diego, Nunzia, che entra nell'appartamento di Diego e si infila in camera da letto mentre Giulio e Lucia stanno discutendo sulle scale.
Poco dopo si ritrovano tutti nell'appartamento di Diego, dove scoppia una baraonda: Lucia, che stava per convincersi che Giulio non aveva alcuna amante, si ricrede vedendo Nunzia seminuda mentre Nunzia, che ha trovato in terra la lettera falsa di Diego, crede che il fidanzato la tradisca con Lucia e per dispetto si dichiara amante di Giulio.
La vicenda termina a Venezia, dove Lucia ha convinto Diego a seguirla per ricambiare Giulio per le presunte corna.

## Produzione
Il titolo del film riprende quello di Tango della gelosia, noto brano musicale italiano scritto nel 1930 da Vittorio Mascheroni in collaborazione con Giuseppe Mendes, che divenne una hit  nel 1960 grazie all'interpretazione che ne diede la cantante statunitense di origini italiane Connie Francis (titolo in lingua inglese: Jealous of you ). La musica di questo successo è parte della colonna sonora del film e venne interpretata da Monica Vitti insieme ai Camaleonti.